# Hamad Medjedovic
Hamad Medjedovic (Serbisk: Хамад Међедовић, født 18. juli 2003 i Novi Pazar, Serbien og Montenegro) er en professionel tennisspiller fra Serbien.